# 11. novembra krastmala
La voie sur berge du 11 novembre (letton : 11. novembra krastmala) est une rue à Rīga en Lettonie,.

## Présentation
Le quai du 11 novembre est la rue principale du quartier historique du Vieux Riga. 
Elle longe la rive droite du fleuve Daugava depuis la rue Krišjāņa Valdemāra iela jusqu'à la rue 13. janvāra iela.
La longueur totale de la rue est de 1 093 mètres et elle se compose de 4 à 6 voies de circulation.

## Histoire
Dans le passé, le remblai s'appelait Daugavmala et le marché de Daugavmala, mentionné pour la première fois en 1571, était situé derrière les fortifications de Riga. 
Après la démolition des fortifications de Riga à la fin du XIXe siècle, il y avait un marché alimentaire entre l'extrémité des rues Jauniela iela et Grēcinieku iela, à côté, au bout de la rue Kārļa iela, se trouvait un marché aux puces, qui après 1882 a été déménagé au bout de la rue Tourguenieva iela. 
Devant l'église anglicane de Riga se tenait le marché du bois de chauffage de la ville.
Après l'achèvement du marché central de Riga en 1930, le marché de Daugavmala fut fermé et en 1934 la voie fut rebaptisé boulevard du 11 novembre. 
Pendant la RSS de Lettonie, le nom de la rue était Komjaunatne krastmala.

## Transports
- Bus :	3. 4. 7. 8. 10. 21. 22. 23. 25. 35. 38. 39. 43. 54. 55. 63.
- Trolleybus :	9. 27.
- Tramway :	1 2 5 10

## Galerie

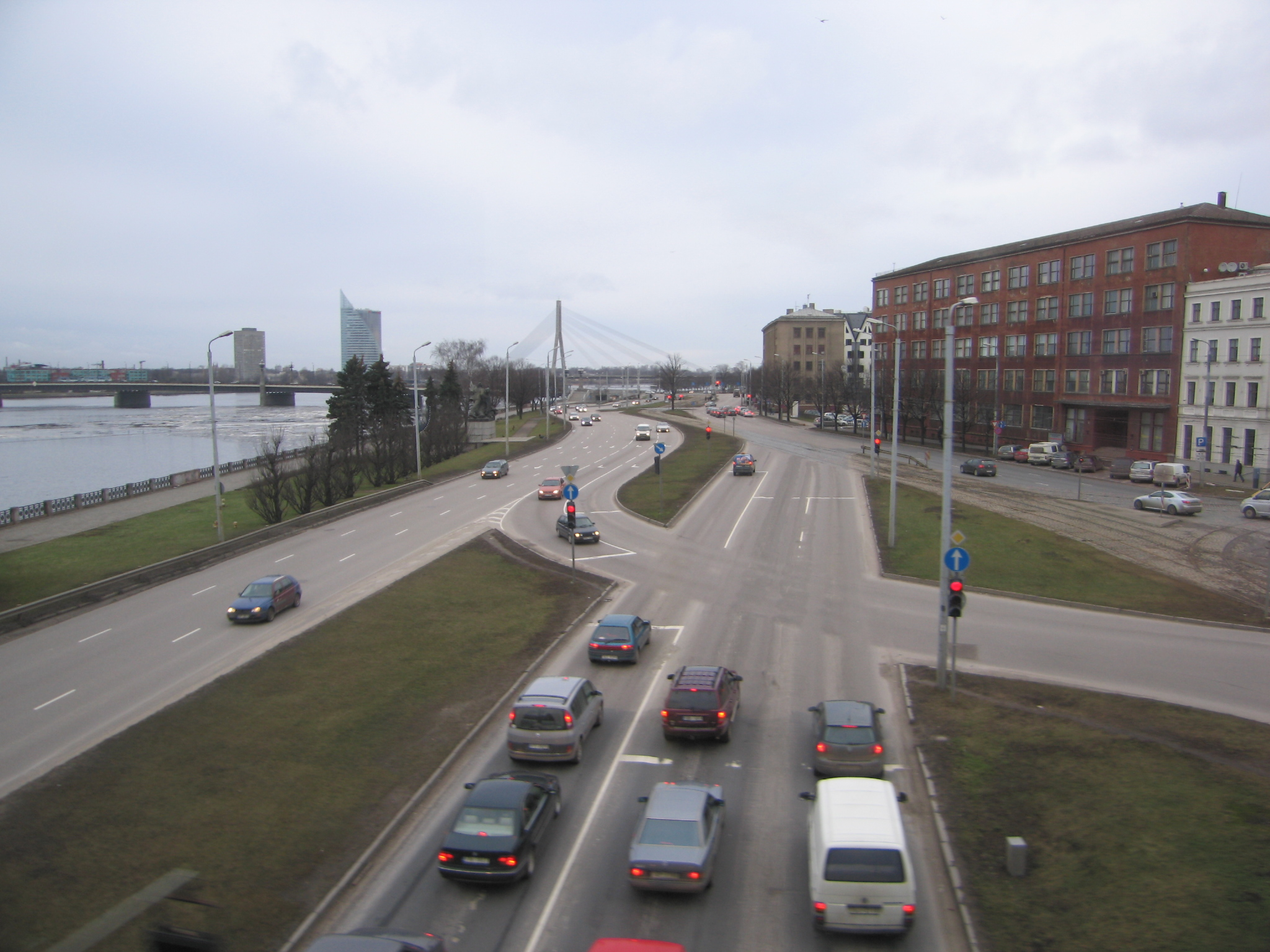
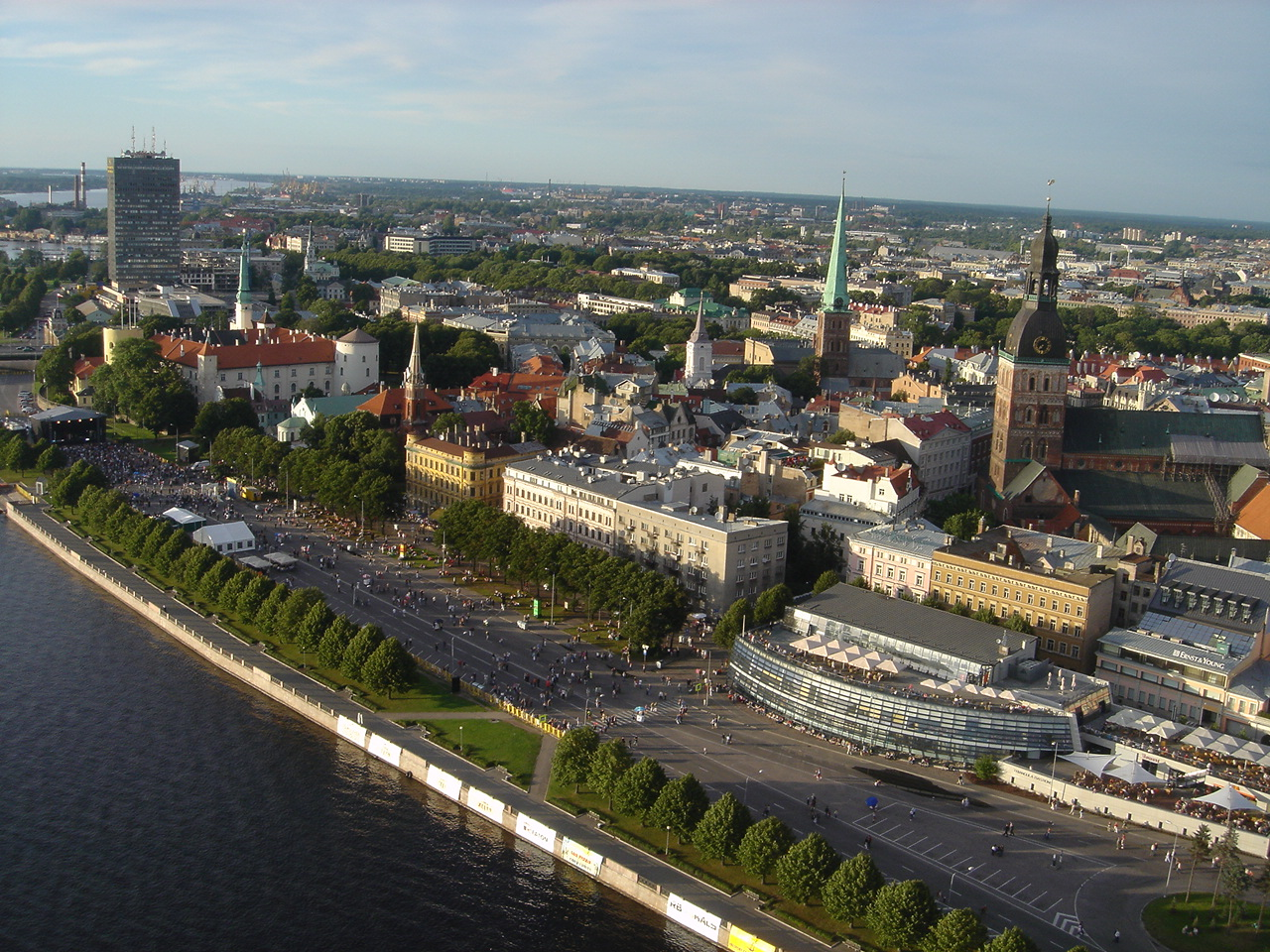
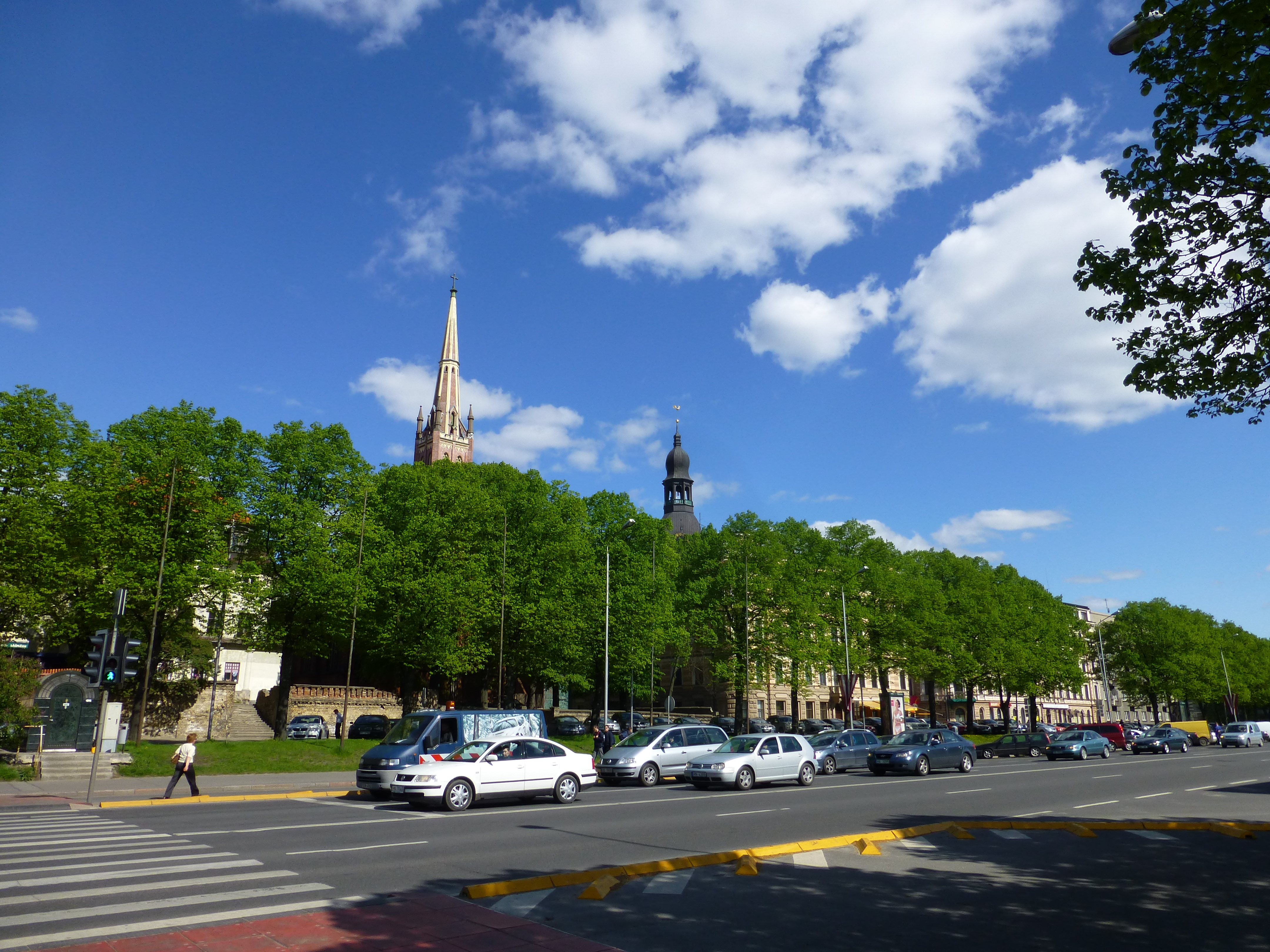
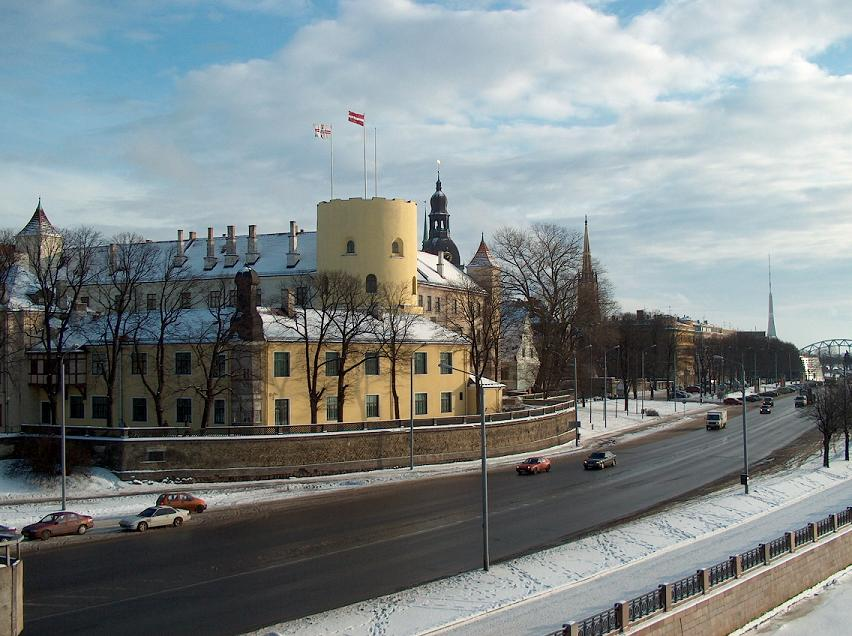